# Rezerwat przyrody Piłaki
Rezerwat przyrody Piłaki – rezerwat faunistyczny położony w województwie warmińsko-mazurskim, w gminie Sorkwity, nadleśnictwie Mrągowo.
Rezerwat został powołany zarządzeniem Ministra Ochrony Środowiska, Zasobów Naturalnych i Leśnictwa z 9 października 1991 roku. Zajmuje powierzchnię 53,12 ha (akt powołujący podawał 52,45 ha).
Ochroną objęto noclegowiska żurawi, miejsca żerowania i gniazdowania licznych gatunków ptaków, stanowiska rzadkich gatunków roślin.